# Croton nitidulus
Espèce
Croton nitidulus est une espèce de plantes à fleurs du genre Croton et de la famille des Euphorbiaceae présente au centre et à l'est de Madagascar.
Il a pour synonymes :
- Croton fuscirameus, Baill., 1891
- Croton microprunus, Baill., 1890
- Croton nitidulus var. grandifolius, Leandri, 1939
- Croton nitidulus var. meridionalis, Leandri, 1939
- Croton nitidulus var. parvifolius, Leandri, 1939
- Croton nitidulus var. spatulatus, Leandri, 1939
- Croton nitidulus var. tandrokensis, Leandri, 1939